# Slătioara, Vâlcea
Slătioara este un sat în comuna cu același nume din județul Vâlcea, Oltenia, România.

## Vezi și
- Biserica de lemn din Slătioara-Mănășești-Cociobi